# Ванденко, Леонид Степанович
Леонид Степанович Ванденко (1913 — 1987) — советский государственный и партийный деятель. Член ВКП(б) с 1943 года.
Украинец. В 1944—1945 гг. работал председателем исполкома Козелецкого районного Совета Черниговской области УССР.
В 1950 был назначен председателем Исполнительного комитета Черниговского областного Совета народных депутатов. На этой должности трудился до июля 1959 г.
В 1961 переведен во Львовский областной комитет Компартии Украины.
В ходе инициированных Н. С. Хрущёвым реорганизаций партийного и хозяйственного аппарата, 11 января 1963 Л. С. Ванденко был назначен первым секретарем Львовского сельского областного комитета КП Украины.
В этой должности работал до 14 декабря 1964.

## Награды
- орден Ленина (февраль 1958)
- орден Отечественной войны 1-й степени (1.02.1945)
- орден «Знак Почёта» (8.07.1963)
- Орден Трудового Красного Знамени (трижды)
- медали СССР

## Ссылка
- Справочник по истории Коммунистической партии и Советского Союза 1898 - 1991
- Who's Who in the USSR 1965-66. Edited by A. I. Lebed, Dr. H. E. Schulz and Dr. S. S. Taylor, The Scarecrow Press Inc., New York & London, 1966